# Tony Gomez
Pour les articles homonymes, voir Gomez.
Tony Gomez, né le 9 octobre 1957 à Beaugency (Loiret), est un homme d'affaires et chef d'entreprise français dans le secteur des discothèques et de la restauration.

## Carrière
Tony Gomez suit des études d’économie.
À 18 ans, il effectue une saison à Saint-Tropez à La Voile Rouge. De retour à Orléans, il ouvre sa première boite de nuit « Le Tournage » en 1976, où il participe à faire découvrir le disco. Il ouvre ensuite une nouvelle adresse à Orléans, « Le Kiproko » où il met en scène pour la première fois des gogos danseurs.
En 1984, il arrive à Paris et lance dans le quartier des Halles son premier restaurant, « L’Amazonial », avec un slogan provocateur « L’endroit pour voir ou être vu ! ». L’entrée du restaurant est gardée par un physionomiste pour accueillir des gens connus et l’endroit devient très vite un haut lieu de la nuit parisienne.
En 1990, les Halles étant le cœur de Paris et de la mode, il lance un nouveau concept « le dance bar » et l’appelle « Le Banana Café ». Établissement ouvert de 16 h 30 à l’aube, lieu mixte sur deux niveaux où cohabitent variété française, house music et gogos danseurs. Le piano du sous-sol attire tout le show-biz français (Pierre Palmade, Muriel Robin, Véronique Sanson) qui vient pousser la chansonnette pour le plus grand plaisir d’une clientèle française et internationale.

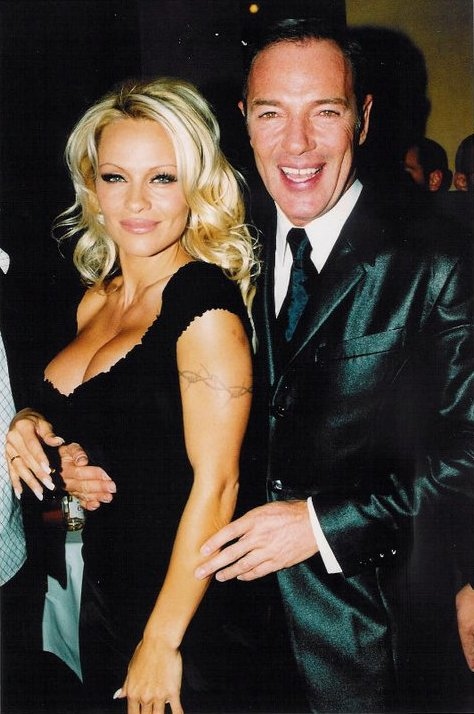
Tony Gomez avec l'actrice Pamela Anderson.

En 1998, il crée le « MCM Café » en association avec la chaîne musicale MCM. Celui que l'on surnomme le Roi de la night ou le Roi des nuits parisiennes a fait l'objet tout comme son compagnon Gregory Colombe en avril 1998 d'une agression vraisemblablement commanditée par son directeur financier de l'époque au Banana Café Xavier Philippe qui a été jugé, reconnu coupable de violence aggravée et condamné en juillet 2012 à quatre ans de prison pour ces faits. Toutefois, le 12 juin 2013, la cour d'appel de Paris a relaxé Xavier Philippe des faits de violences aggravées sur la personne de Grégory Colombe dans l'affaire Tony Gomez.
En 2000, Tony Gomez ouvre avec Gérard Louvin un nouveau lieu place de l'Étoile, un restaurant-club s'appelant L'Étoile. Il vend cet endroit en 2008 pour retrouver Philippe Fatien à la tête du Queen, sur les Champs-Élysées et du club très privé de Saint-Germain-des-Prés : Chez Castel.
En janvier 2015, il reprend la direction du restaurant de l'avenue des Champs-Élysées : le Fouquet's.
Il rejoint début 2016, Gastón Acurio, chef péruvien à la tête de son nouveau restaurant-cabaret à Paris, avenue Montaigne : Le Manko jusqu’en mai 2023.
Il occupe le poste de Président-directeur général de la mythique brasserie Le Boeuf sur le Toit de mars 2022 à mai 2023.
Depuis septembre 2023, il est Ambassadeur du restaurant Laurent, du chef doublement étoilé Mathieu Pacaud, situé au 41, Avenue Gabriel, 75008.
En parallèle de sa carrière dans la restauration, il exerce en tant qu'agent immobilier depuis 2019. En 2018, il a rejoint BARNES, le leader de l'immobilier de luxe, en tant qu'Ambassadeur.
Il cofonde en janvier 2025, avec l’essayiste Paul Melun, le Prix de la Pensée Libre, un prix littéraire visant à récompenser des essais politiques, philosophiques et économiques.

## Filmographie
- 1977 : Un moment d'égarement, de Claude Berri
- 1994 : Grosse fatigue, de Michel Blanc
- 2001 : Absolument fabuleux, de Gabriel Aghion
- 2003 : Les clefs de bagnole, de Laurent Baffie
- 2004 : People, de Fabien Onteniente
- 2016 : Joséphine s'arrondit, de Marilou Berry

## Télé-réalité
- 2013 : Pékin Express : Le Coffre maudit, production de M6[2],[3],[4].